# Никола Ђуричко
Никола Ђуричко (Београд, 9. јул 1974) српски је глумац и водитељ.
Подједнако активан на филму, телевизији и у позоришту, прву запаженију улогу остварио је 1989. године у филму Последњи круг у Монци. Освојио је награду Зорана Радмиловића (2011), награду Милоша Жутића (2015) и награду за најбољег глумца на ФЕСТ-у (2021).

## Биографија
Рођен је у Београду као син Николе, пилота, и Миле, здравственог радника. 
Унук је глумице Томаније Ђуричко и брат глумца Ђорђа Ђуричка.
Водио је емисију Караоке обрачун и члан је групе Кугуарси.
Ожењен је Љиљаном Нешић (од 7. јуна 2002) са којом има кћерку Нађу и сина Ђорђа.

## Награде и признања
Добитник је неколико важних награда у Југославији и интернационалних признања као што су:
- Награда "Цар Константин", за најбољу главну мушку улогу у филму До Коске, 1997. године,
- Награда "Цар Константин", за најбољу главну мушку улогу у филму Нормални људи 2001. године,
- Награда "Новосадска арена", за најбољег глумца 2001. године,
- Награда "Гранд При", за најбољег глумца, на филмском фестивалу Блацк Сеа Стар, 2002. године,
- Награда "YU Фирпресци", за глумца године, 2002. године,
- Награда "Вељко Мандић", за најбоље главне мушке улоге у филмовима "Наташа" и "Муње", на 26. Југословенском филмском фестивалу "Мојковачка филмска јесен" 2001. године,
- Специјална награда Ардалион заједно са глумцима Борисом Миливојевићем, Гораном Шушљик, Небојшом Глоговцем, Јеленом Ђокић, Маринком Мађгаљом, Небојшом Миловановићем за представу ШИНЕ у извођењу ЈДП Београд 2003 године
- Награда "Авдо Мујчиновић", (улога Трепљев) у представи "Галеб", на позоришном Фестивалу Ужице 2003. године.
- Награда "Ардалион" за најбољег младог глумца (улога Трепљев) у представи "Галеб", на позоришном фестивалу Ужице.
- Специјална награда ЈДП-а, за насловну улогу у представи Кандид или Оптимизам Волтера, 2009 године
- Награда  "Зоран Радмиловић" за глумачку бравуру за улоге у представи Метаморфозе на Стеријином позорју, 2010 године
- Награда Новосадског Дневника за улоге у представи Метаморфозе, 2010 године
- Годишња награда ЈДП-а за улогу Јага у представи Отело, 2013 године

## Филмографија
| Год.       | Назив                                 | Улога                              |
| ---------- | ------------------------------------- | ---------------------------------- |
| 1980-е     |                                       |                                    |
| 1980.      | Серија о бојама                       | дечак                              |
| 1984.      | Шта је с тобом, Нина                  | Борис                              |
| 1989.      | Госпођа министарка                    | Рака                               |
| 1989.      | Последњи круг у Монци                 | Никола                             |
| 1990-е     |                                       |                                    |
| 1994.      | Ругалице и убице                      | Игор                               |
| 1994.      | Вуковар, једна прича                  | Горан                              |
| 1994−1995. | Отворена врата                        | Војислав Војкан Јаковљевић         |
| 1996.      | До коске                              | Мали                               |
| 1996.      | Горе доле                             | Војник код Булета                  |
| 1998.      | Лајање на звезде                      | Милић Гавранић Тупа                |
| 1999.      | Небеска удица                         | Сиске                              |
| 1999.      | Код мале сирене                       |                                    |
| 2000-е     |                                       |                                    |
| 2000.      | Земља истине, љубави и слободе        |                                    |
| 2001.      | Нормални људи                         | Стева                              |
| 2001.      | Муње!                                 | Гојко Сиса                         |
| 2001.      | Наташа                                | Марко                              |
| 2001.      | Бумеранг                              | Стампедо                           |
| 2001.      | Виртуална стварност                   | Андрија                            |
| 2002.      | Мртав ’ладан                          | Лимени                             |
| 2002.      | Т. Т. Синдром                         | Сале                               |
| 2002.      | Зона Замфирова                        | Перица                             |
| 2002.      | Кордон                                | Душан                              |
| 2003.      | Таксиста                              | Таксиста                           |
| 2003.      | Ју                                    |                                    |
| 2003.      | Лаку ноћ, децо                        | Дечак                              |
| 2004.      | Пљачка Трећег рајха                   | Калауз                             |
| 2004.      | Кад порастем бићу Кенгур              | Кенгур                             |
| 2004.      | Илузија                               | Парис                              |
| 2004.      | Диши дубоко                           | Бојан                              |
| 2005.      | Балкански рулет                       | Петар                              |
| 2005.      | Југ југоисток                         |                                    |
| 2005.      | Ивкова слава                          | Светислав                          |
| 2006.      | Седам и по                            | Симке                              |
| 2006.      | Не скрећи са стазе                    | Наратор                            |
| 2007.      | Аги и Ема                             | ујак                               |
| 2007.      | Миле против транзиције                | Никола Ђуричко                     |
| 2007.      | Позориште у кући                      | Клативода                          |
| 2007−2008. | Вратиће се роде                       | Шваба                              |
| 2009.      | Роде у магли                          | Шваба                              |
| 2009.      | Грех њене мајке (ТВ серија)           | Димитрије                          |
| 2009.      | Људски зверињак                       | Срђан Васиљевић                    |
| 2010-е     |                                       |                                    |
| 2010.      | Као рани мраз                         | Нађ Мандић                         |
| 2010.      | Ма није он такав                      | Паки                               |
| 2010.      | Жена са сломљеним носем               | баритон                            |
| 2010.      | Технотајз: Едит и ја                  | Никола                             |
| 2010.      | Монтевидео, Бог те видео!             | Живковић                           |
| 2011.      | У земљи крви и меда                   | Дарко                              |
| 2012.      | Дјеца                                 | Тарик                              |
| 2012.      | Смрт човека на Балкану                | агент за некретнине                |
| 2012.      | Артиљеро                              | глумац                             |
| 2012.      | Монтевидео, Бог те видео! (ТВ серија) | Живковић                           |
| 2013.      | На путу за Монтевидео                 | Живковић                           |
| 2013.      | Топ је био врео                       |                                    |
| 2013.      | Монтевидео, видимо се!                | Живковић                           |
| 2013.      | Светски рат З                         | Капетан авиона "Belorus Airways"   |
| 2014.      | Монтевидео, видимо се! (ТВ серија)    | Живковић                           |
| 2015.      | Последњи и први                       | Михајло Лубарда                    |
| 2015.      | Последњи пантери (ТВ серија)          | Миломир Буква                      |
| 2017.      | Сенке над Балканом                    | пуковник Ђоловић                   |
| 2018.      | Апсурдни експеримент                  |                                    |
| 2018.      | Пет                                   | Земи                               |
| 2018.      | Жигосани у рекету                     | Радио водитељ "Летећи Београђанин" |
| 2019.      | Ујка нови хоризонти                   | Ујка                               |
| 2020-е     |                                       |                                    |
| 2020.      | Мама и тата се играју рата            | Даре                               |
| 2021.      | У име целог човечанства               | Степан Петрович Алексејев          |
| 2022.      | CSI: Vegas                            | Александер Новик                   |
| 2022.      | Чудније ствари                        | Јуриј                              |
| 2023.      | Муње опет                             | Гојко Сиса                         |
| 2023.      | Тrue Lies                             | Јеленин отац                       |
| 2023.      | Тhe Machine                           | Игор                               |
| 2022.      | Света обитељ                          | Марко                              |
| 2013-2024. | Отворена врата                        | Војислав Војкан Јаковљевић         |
| 2025.      | Хотел (серија)                        | Деки                               |
| 2026.      | Вирус патолошке доброте               | Лука Радивојевић                   |
| 2026.      | Halo of Stars                         | Џон                                |
| 2026.      | Апсурдни експеримент                  |                                    |

## Театрографија
1. Улога Јаго, ОТЕЛО, режија Милош Лолић, 2012.
2. Улога Глумац, Опера Исидоре Жебељан ДВЕ ГЛАВЕ И ДЕВОЈКА, редитељ Ран Артур Браун, 2012.
3. Улога пријатељ Рада, "САБЉА димискија", Александар Поповић, режија Горан Шушљик, 2010.
4. "МЕТАМОРФОЗЕ", Овидије, режија: Александар Поповски, 2010.
5. Улога Кандид, "Кандид или Оптимизам", писац Волтер, редитељ Александар Поповски, 2008.
6. Улога Марко, "Барбело, о псима и деци", писац Биљана Србљановић, редитељ Дејан Мијач, 2007.
7. Улога Драган Николић и Зигесмунд, "Осма седница живот је сан", писац Горан Марковић & Педро Калдерон де ла Барка, редитељ Горан Марковић, 2006.
8. Улога Оливер, "Љубав итд", писац Џулијан Барнс, редитељ Милена Павловић, 2006.
9. Улога патуљак, орлић & орао, "Брод за лутке", писац Милена Марковић, редитељ Слободан Унковски, 2006.
10. Улога Генадиј Несцхастливцев, "Шума", писац Алекандар Николаиевицх Островски, редитељ Егон Савин, 2006.
11. Улога Мартин, "Италијанска ноћ", писац Еден Вон Хорватх, редитељ Паоло Мађели, 2004.
12. Улога Нови, "У Едену на Истоку", писац Борислав Пекић, редитељ Никола Ђуричко, 2004.
13. Улога Карл Тиле, "Псећи валцер", писац Леонид Андрејев, редитељ Дејан Мијач, 2004.
14. Улога Оливер, "Троје" писац Џулијан Барнс, редитељ Милена Павловић, 2003.
15. Улога Трепљев, "Галеб", писац Антон Павловицх Цехов, редитељ Слободан Унковски, 2003.
16. Улога Јоцкер, "Шине", писац Милена Марковић, редитељ Слободан Унковски, 2002.
17. Улога Дантон, "Дантонова смрт", писац Георг Буцхнер, редитељ Дарјан Михајловић, 2002.
18. Улога Ариел, "Бура", писац Вилијам Шекспир, редитељ Слободан Унковски, 2001.
19. Улога Јован, "Пад", писац Биљана Србљановиц, редитељ Горчин Стојановић, 2000.
20. Улога Марко, "Нек иде живот", писац Ранко Божић, редитељ Срђан Карановић, 1999.
21. Улога Хајим, "Проклета авлија", писац Иво Андрић, редитељ Небојша Брадић, 1999.
22. Улога Леонс, "Леонс и Лена", писац Георг Буцхнер, редитељ Дејан Мијач, 1998.
23. Улога Жорж, "Магично поподне", писац Волфганг Бауер, редитељ Ива Милошевић, 1998.
24. Улога Марс, "Трејнспотинг", писац Ирвинг Велс, редитељ Ђорђе Марјановић, 1998.
25. Улога Лепи, "Смешна страна музике", редитељ Т. Кугуар, 1998.
26. Улога Ангел, "Класни непријатељ", писац Нигел Виллиамс, редитељ Дарјан Михајловић, 1998.
27. Улога Мића, "Београдска трилогија", писац Биљана Србљановић, редитељ Горан Марковић, 1997.
28. Улога Филент, "Мизантроп", писац Молиер, редитељ Дејан Мијач, 1997.
29. Улога Дејан, "У ствари", писац Душан Ристић, редитељ Ања Суша, 1997.
30. Улога Клифорд "Смртоносна клопка", редитељ Ђорђе Марјановић 1997.
31. Улога Паул Гросхан, "Случај Хинкеман", писац Е. Толер, редитељ Горчин Стојановић, 1996.
32. Улога Сид Вициоус, "Зиги Старрдуст", редитељ Милорад Милинковић, 1996.
33. Улога Боб, "У поверењу", писац Питер Шефер, редитељ Дарјан Михајловић, 1996.
34. Улога Лазар, "У потпаљубљу", писац Владимир Арсенијевић, редитељ Никита Миливојевић, 1996.
35. Улога Гроф Огински, "Конте Зановић", редитељ Радмила Војводић, 1996.
36. Улога Кворлус, "Бартоломејски вашар", редитељ Ирфан Менсур, 1995.
37. Улога Симон, "Буре барута", писац Дејан Дуковски "The Powder keg", редитељ Слободан Унковски, 1995.
38. Улога Новинар, "Последњи дани човечанства", писац Карл Краус, редитељ Горчин Стојановић, 1994.
39. Улога Официр, "Нижински" писац Младен Поповић, редитељ Ирфан Менсур, 1994.
40. Улога Младић, "Трамвај звани жеља", писац Тенеси Вилијамс, редитељ Омар Абу Ел Руб, 1994.
41. Улога Полицајац & новинар, "Оксиморон", писац Светислав Басара, редитељ Дејан Мијач, 1994.
42. Улога Апостол, "Време чуда", писац Борислав Пекић, редитељ Радмила Војводић, 1993.
43. Улога Петар И Петровић, "Лажни цар Шћепан мали", редитељ Дејан Мијач, 1993.
44. Улога Зура, "Зора на истоку", писац Гордан Михић, редитељ Јагош Марковић, 1991.
45. Улога Сон, "Мајка храброст", писац Бертолт Брецхт, редитељ Ленка Удовички, 1990.
46. Улога Оберон, "Плаи Шекспир", писац Вилијам Шекспир, редитељ Радмила Војводић, 1985.

## Редитељ
- Несрећа увек има тенденцију да се увећава (2007)
- Не скрећи са стазе (2006) (TV)
- Филм о филму 'Муње!' (2001) (TV)

## Писац
- Несрећа увек има тенденцију да се увећава (2007) (адаптација)
- Не скрећи са стазе (2006) (TV)
- Филм о филму 'Муње!' (2001) (TV)
- „Врабац Џони” (2019) (дечји роман)[2]

## Водитељ
- Караоке обрачун, 2007. године и 2008. г.
- Праве ријечи, 2012. година и 2013. г.